# Каменка (Торопецкий район)
Ка́менка — деревня в Торо́пецком районе Тверской области России. Входит в состав Речанского сельского поселения.

## География
Деревня расположена в 10 км (по автодороге — 14 км) к юго-западу от районного центра Торопец. С востока от Каменки находится деревня Чурилово.

## История
15 мая 1609 года у деревни Каменка произошло сражение между русско-шведским отрядом и отрядом польских гусар и казаков пана Кернозицкого, окончившийся разгромом последнего. В честь этого события на дороге Речане — Плотично открыт памятный знак, надпись на котором гласит:
Здесь, у села Каменка, 15 мая 1609 года русские войска одержали первую победу над интервентами в «Смутное время», положив начало освобождению России.
В списке населённых мест Псковской губернии за 1885 год значится деревня Каменка. 2 двора, 18 жителей (8 мужчин и 10 женщин).
На карте РККА 1923—1941 годов обозначена деревня Каменка. Имела 11 дворов. 

## Население
| 2010 |
| ---- |
| 7    |

В 2002 году население деревни составляло 12 человек. 

## См.также
- Битва при селе Каменке